# 10,000 Hours
10,000 Hours is een nummer van het Amerikaanse countryduo Dan + Shay uit 2019, in samenwerking met de Canadese zanger Justin Bieber. Het is de eerste single van Good Things, het vierde studioalbum van Dan + Shay.
10.000 uur is volgens Malcolm Gladwell de tijd die nodig is om een vaardigheid onder de knie te krijgen, of in dit geval, om echt verliefd te worden. Samenvallend met zijn huwelijk met Hailey Baldwin, dient dit nummer ook als Biebers liefdesverklaring aan Baldwin, en aan de toewijding die hij gedurende hun huwelijk wil tonen. "10,000 Hours" werd een grote hit in Noord-Amerika; met een 4e positie in de Amerikaanse Billboard Hot 100, en een 2e positie in Biebers thuisland Canada. In het Nederlandse taalgebied was het succes iets bescheidener; met een 11e positie in de Nederlandse Top 40, en een 25e positie in de Vlaamse Ultratop 50.

## Tracklijst
- Muziekdownload

1. "10,000 Hours" - 2:47